# Blanca Retamal Contreras
Blanca Adelina Retamal Contreras (Quirihue, 21 de octubre de 1921-Santiago, 8 de agosto de 2020) fue una profesora y política democratacristiana chilena, diputada de la República en los periodos 1965-1969 y 1969-1973.
En diciembre de 1983 fue una de los fundadores del Movimiento Social Cristiano, agrupación que reunía a demócratacristianos expulsados del partido por apoyar a la dictadura militar.

## Biografía

### Familia y primeros años
Nació en Quirihue el 21 de octubre de 1921. Era hija de Baldomero Retamal y de Eusebia Contreras.
Estuvo casada con Sergio Retamal Cisternas.

### Estudios y vida laboral
Realizó sus estudios secundarios en el Liceo de Traiguén. Posteriormente, ingresó a la Escuela Normal Superior José Abelardo Núñez donde se tituló de profesora normalista en 1945. Más adelante, se incorporó a la Escuela de Enfermeras Sanitarias de la Universidad de Chile.
Ejerció como profesora en la Escuela N.° 35 de Casas Viejas de Longotoma entre 1945 y 1946, fecha en que fue nombrada su directora hasta 1952. Ese mismo año se le otorgó el puesto de directora en la Escuela N.° 4 de Valle Hermoso de la Ligua donde se mantuvo hasta 1958, año en que se retiró para integrar la directiva de la Escuela N.° 129 de Maipú hasta 1965.
Entre 1956 y 1957 trabajó escribiendo en el diario La Razón de La Ligua.
Por estos años, además, se dedicó a actividades comunitarias en la Comuna de Barrancas, siendo designada secretaria de la Junta de Vecinos de la población de Lautaro.

## Trayectoria política y pública
Inició sus actividades políticas en 1958 al integrarse al Partido Demócrata Cristiano (PDC). Dentro de la colectividad se desempeñó como tesorera de Barrancas entre 1961 y 1962. Asimismo, entre 1963 y 1964, fue dirigente del Frente de Mujeres del 2º distrito de Santiago.
En las elecciones parlamentarias de 1965 fue electa diputada por la 7ª Agrupación Departamental de Santiago (2º Distrito), por el período 1965-1969. Integró las Comisiones de Educación Pública; de Gobierno Interior; de Hacienda; de Economía y Comercio; de Minería; de Constitución, Legislación y Justicia; de Vivienda y Urbanismo; y la Especial de Vivienda entre 1965 y 1967.
Fue miembro suplente del Comité Parlamentario Demócrata Cristiano entre los años 1965 y 1969.
En las elecciones de 1969 fue reelecta por la 7ª Agrupación Departamental Santiago ( 2º Distrito), por el período 1969-1973. Formó parte de la Comisión de Educación Pública y Comisión Especial Investigadora encargada de conocer las denuncias sobre tráfico ilegal de armas a través de L.A.N. (1972-1973).
En las elecciones de 1973, es una vez más reelecta diputada por la misma agrupación, por el período 1973-1977. Participó de la Comisión de Educación Pública.
Su labor como parlamentaria fue interrumpida debido al golpe de Estado y la consecuente disolución del Congreso Nacional en 1973 (D.L. 27 de 21-09-1973).
Entre las mociones presentadas que llegaron a ser ley de la República están: Ley N.° 16.772 del 15 de mayo de 1968, sobre derogación de pago de semana corrida a obreros, que determina el Código del Trabajo, inciso final artículo 323; Ley N.° 17.591, del 5 de enero de 1972, relativo a recursos para la construcción de la carretera Panamericana, tramo provincia de Llanquihue, Tierra del Fuego; y Ley N.° 16.996, del 22 de octubre de 1968, correspondiente a expropiación de terreno para la construcción de la Escuela N.° 310 en la comuna de Quinta Normal.

## Reconocimientos
En 1948 obtuvo la distinción de Mejor Maestra del Departamento de Petorca y en 1964, Mejor Directora de Maipú otorgada por el Rotary Club.

## Historial electoral

### Elecciones parlamentarias de 1969
- Elecciones parlamentarias de 1969 para la 7ª  Agrupación Departamental, Talagante.[3]

### Elecciones parlamentarias de 1973
- Elecciones parlamentarias de 1973 para la 7ª  Agrupación Departamental, Talagante.[4]